# Frozza Orseolo
Frozza Orseolo (1015 – 17 février 1071) est margravine d'Autriche par son mariage avec Adalbert d'Autriche. Elle est également membre de la famille patricienne de Venise des Orseolo.

## Biographie
Frozza, née à Venise, est la fille du doge Ottone Orseolo et de son épouse, la princesse Grimelda de Hongrie, fille de Géza de Hongrie.
Son père, son grand-père et son arrière-grand-père étaient tous des doges de Venise et étaient membres de la famille Orseolo, dont les ancêtres étaient les premiers doges historiques de Venise, les Ipatos.
Son frère est Pierre le Vénitien, roi de Hongrie, qui succède à leur oncle Étienne Ier de Hongrie.
Elle épouse le margrave Adalbert d'Autriche, de la maison de Babenberg, et prend plus tard le nom d'Adelheid. Ils ont deux fils : les margraves Léopold et Ernest de Babenberg.